# Malajisk (sprog)
Malaj er det sprog, som tales af folk i Filippinerne, Malaysia og Indonesien, de såkaldte Malaj. Og sproget kommer fra den Austronesiske sprogstamme, som bevægede sig fra det sydlige Kina via Taiwan over Filippinerne til Indonesien, hvorfra det spredte sig til Sri Lanka og til øer i Stillehavet.
| Sprog | Spire Denne artikel om sprog er en spire som bør udbygges. Du er velkommen til at hjælpe Wikipedia ved at udvide den. |